# Antoine Frédéric Gresnick
Antoine Frédéric Gresnick (Luik, gedoopt 2 maart 1755 – Parijs, 16 oktober 1799) was een Belgisch componist. Zijn ouders Godefroid Gresnick en Elisabeth Cremers lieten hem in de Sint-Servaaskerk te Luik dopen op genoemde datum. 
Hij kreeg zijn eerste muziekopleiding aan de Sint-Lambertuskathedraal in zijn geboortestad, waar hij koorknaap was. Daarna volgde een opleiding aan het Lütticher Collège Darcis te Rome en het Conservatorio della Pietà dei Turchini in Napels bij Nicolo Sala, alwaar hij opleiding kreeg tot cellist en dirigent. Hij vertrok naar Engeland en zag daar een aantal eigen opera’s (Demetrio, Le donna di cattivo umore en Alceste) uitgevoerd worden, maar niet altijd naar ieders genoegdoening. Prins George maakte hem desalniettemin surintendant in de muziek en beschermde hem enigszins. Gresnick vertrok/vluchtte vervolgens naar Frankrijk om er dirigent te worden van de opera in Lyon, alwaar ook opera’s van hem uitgevoerd werden. Eenmaal in Parijs volgden meer uitvoeringen van zijn werken. 
Zijn muziek was ook in Nederland bekend; de Franse Opera in Den Haag voerde een aantal opera’s van hem op zoals Les deux statues parlante in 1810 en in de Théâter Français sur l’Erwtenmarkt (Fransche Schouwburg) aan de Amstelstraat werden Les faux mendiants (1811) en Deux Charbonniers (1812) uitgevoerd. Van zijn hand verschenen circa twintig opera’s en enige instrumentale muziek zoals een klavecimbelconcert (1782), een virtuoze symfonie concertante voor klarinet, fagot en orkest (1797, in 2018 zijn daar twee opnamen van bekend) en een Nouvelle romance voor zangstem, piano of harp en viool of fluit. Als componist maakt hij deel uit van de stroming barok in het prinsbisdom Luik.  
- Bibliothèque nationale de France: cb14821532r (data)
- Gemeinsame Normdatei: 104340991
- International Standard Name Identifier: 0000 0001 2138 3045
- Library of Congress Control Number: n85129567
- MusicBrainz: 5ef58ef7-137c-4bd5-8b2e-eedb36b5a5be
- Nederlandse Thesaurus van Auteursnamen: 096582677
- Istituto Centrale per il Catalogo Unico: MUSV031895
- SNAC: w66t4vrp
- Système universitaire de documentation: 080020135
- Virtual International Authority File: 69195896
- WorldCat: E39PBJg4pJCgyTyg8TwymyWdQq